# Федерико Фелини
Федерико Фелини (итал. Federico Fellini; Римини, 20. јануар 1920 — Рим, 31. октобар 1993) је био италијански филмски редитељ и сценариста. Рођен је у Риминију (Италија). Један је од најутицајнијих филмских редитеља 20. века. Поред Микеланђела Антонионија сматра се за главног покретача друге италијанске филмске ренесансе. За живота је сматран критичарем друштвених појава у италијанском грађанском друштву у послератном раздобљу, осликавао је економски просперитет и његове деформације. У Сједињеним Државама сматран је најреспектабилнијим европским редитељем, и особом чија је популарност била упоредива с најистакнутијим филмским звездама његовог доба.

## Биографија
Фелини је рођен 20. јануара 1920. у Риминију, на обали Јадранског мора, у породици из средње класе с троје деце. Његов отац, Урбано, био је трговачки путник и трговац, а мајка Ида рођ. Барбиани, домаћица пореклом из Рима. Део детињства провео је код баке на селу Ђамбетоли често лутајући с распуштенијом сеоском децом, његова дечачка искуства осликана су делимично у филмовима Дангубе (I Vitelloni; 1953), 8½ (1963) и Amarcord (1973). Школовао се у католичком интернату. Из тога раздобља најчешће се препричава његов краткотрајан, (у дванаестој години), бег с путујућим циркусом. То се тумачи као знак његове велике љубави према спектаклу. Иако никада није скривао своју склоност према свету циркуса, Фелини ипак даје друкчију верзију свог бега: он је бежао од школе. Учење и школска дисциплина нису били његова боља страна. Фелинијеви филмови често садрже аутобиографске анегдоте и фантазије. Неколико његових интимних пријатеља као што је сценариста Тулио Пинели и Бернардино Запони, затим кинематограф Ђузепе Ротуно или дизајнер Данте Ферети говорили су да је Фелини имао обичај да једноставно измисли нека своја сећања само да би их испричао на филму.
Током Мусолинијевог фашистичког режима, Федерико и његов брат Рикардо су били припадници Avanguardiste, фашистичке омладинске организације у коју се сваки адолесцент тада морао учланити. Међутим, Фелини и његова породица нису били фашисти и нису били симпатизери Мусолинија.
По завршетку гимназије, почео је, на инсистирање оца, да у Болоњи студира право 1938, али је ускоро напустио факултет и посветио се новинарству. Прво је сарађивао у Фирентинским новинама, а потом као један од уредника у популарном недељном сатиричном римском листу Марко Аурелије и био је добро плаћен цртач и карикатуриста, а писао је и веселе скечеве.
Године 1939, преселио се у Рим, поново уписао факултет, али тек толико да одгоди одслужење војног рока. Прехрањује се пишући у црној хроници листа Il Popolo di Roma, и даље црта стрипове за сатирички лист Marc'Auerlio. Почетком 1940. почео је да пише кратке приче за радио а затим и да режира. У то време обавио је интервју и упознао се са популарним глумцем, тумачем народских ликова Алдом Фабрицијем (Aldo Fabrizzi) (1905—1990), након којег је дошло до блиског пријатељства и професионалне сарадње, за чију позоришну трупу пише скечеве, али и води гардеробу, ради на декору и обавља посао секретара. Од године 1940. почиње писати и за филм, и то гегове за комичара Макарија, те текстове за Фабриција. Фелинијев биограф Тулио Кезич ову турбулентну епоху коментарише следећим речима:
Иако је период сарадње у Marc’Aurelio био срећан, срећа је само замаскирала бесраман период политичке апатије. Многи који су живели тих последњих година Мусолинијевог режима осетили су шизофреничну дилему између службене лојалности и слободе хумора.
Године 1942, Фелини је упознао Ђулијету Масину, глумицу која је играла у радио-драмама, или је читала текстове реклама које је он као хуморист писао. Касније, 30. октобра 1943, њоме се и оженио. Тада је почело једно од најкреативнијих филмских партнерстава у историји филма. Неколико месеци после венчања, Масина је пала са степеница и имала побачај. 22. марта 1945. рођен је Пјерфедерико Фелини али он је преминуо само месец дана након рођења 24. априла. Та породична трагедија дубоко је утицала на Фелинијеве и оставила је траг на филм Улица (La strada, 1954)
Филмом је Фелини почео да се бави 1941, најпре, писањем. Првих неколико текстова су били припремни а 1942. је написао сценарио Четврта страна.
Фашистички режим у Италији пао је 25. јула 1943. Савезници су ослободили Рим 4. јуна 1944. Тог еуфоричног лета је Фелини са својим пријатељем Де Сетом отворио трговачку радњу у којој је радио карикатуре савезничких војника за новац. Управо ту је Роберто Роселини упознао Фелинија и изразио жељу да га Фелини упозна са Алдом Фабрицијем. Ту је Роселини понудио Фелинију да сарађује на сценарију (заједно са Сусом Чеки Д'Амико, Пјером Телинијем и Албертом Латуадом) за филм Рим, отворени град (1945). Фелини је то прихватио и дао допринос филму геговима и дијалозима. Било је то пресудно за Фелинијев развој и читаву каријеру. Сарађивао је као косценариста, писац предтекста и асистент редитеља у том класичном неореалистичком филму, једном од најбољих филмова италијанске и светске кинематографије, Рим, отворени град. (Тај филм је после Висконтијевог Земља дрхти и Опсесија означио епоху у италијанском и светском филму познату као неореализам).
До тада када сам долазио на снимања, каже Фелини, све ми је било страно. Али, уз Роселинијеву помоћ, у филму сам препознао други свет. Кроз његов став према филму схватио сам да се филмови могу стварати без преваре, без априорних претпоставки, без унапред утврђених порука. Али, оно најважније што сам од Роселинија добио била је поука о скрушености и понизности према животу.
Потом Фелини пише и асистира Пјетру Ђермију у филмовима Злочин Ђована Епископа 1947, Без милости 1947. и Воденица на Поу 1948.
Фелини дебитује 1950. године с филмом Светлости варијетеа (Luci del varietà), за који је написао сценарио и корежирао заједно с Албертом Латуадом, а тада отприлике почиње и ново раздобље у историји послератне Италије: ратне трагедије помало се заборављају, рушевине се уклањају, наступа економски просперитет и јавља се оптимизам; све веће благостање са свим својим тада још тешко препознатљивим замкама. Тематика и проблематика неореализма, са тежиштем на социјалним питањима и на економским недаћама, поступно се премештала ка психолошким садржајима. Тај филмски тренд, чији је најистакнутији представник Федерико Фелини, назван је - неореализам душе. Није зато необично да су истакнути мотиви првог Фелинијевог самостално режираног филма Бели шеик (La sceicco bianco 1952) биле баш илузије и човекова заокупљеност нечим испразним, што је верно следило неореалистичку традицију. У том смислу још је одређеније прво његово ремек-дело Дангубе (I Vitelloni 1953), филм у доброј мери аутобиографски, награђен Сребрним лавом на фестивалу у Венецији. Радњом у Фелинијевом родном месту филм приказује празнину живота материјално осигураних људи, људи чији материјални стандард не прати и одговарајући духовни стандард. Фелини приказује људе који су нагло остали без циљева који помажу ољуђењу, а тај губитак вредног смисла живота биће тема и многих његових каснијих филмова. Тако ће се драматичнија верзија те теме појавити у идућем Фелинијевом филму, његовом најславнијем из тог раздобља - филму Улица (La strada, 1954) са Ђулијетом Масином, својом супругом, и Ентони Квином, дело које је наговестило великана светског филма и за који ће добити први од четири будућа Оскара за најбољи страни филм. Филмом Улица Фелини је дефинитивно постао звезда светске кинематографије, али је истовремено проузроковао жучне расправе и оспоравања у самој Италији. С одушевљењем су га, највише због морализма, прихватили црквени кругови. То је изазвало гнев врло утицајних лево оријентисаних струја, посебно филмског гласила Cinema Nuovo, па је Фелини проглашен издајником неореализма, мистиком и прерушеним фрањевцем - ово последње због пређашње сарадње на Роселинијевом филму Фрањо Асишки, Божји лакрдијаш. Одмах након Улице Фелини режира још два филма с маргиналцима као главним јунацима Пробисвет (Il bidone, 1955), филм који је означио његов прелаз из интимног на социјални и социјалнокритички план. По речима критичара Фостера Херша (Foster Hirsch), Фелини спаја две особине које су одувек превладавале у италијанском филму: епску традицију, наклоњену спектаклу и театралној глуми, и хуманистичку традицију, која се дубоко саосећа са одбаченима и потлаченима. У ову последњу категорију припадају три филма која је Фелини снимио са својом супругом глумицом Ђулијетом Масином: Улица (La strada, 1954), Кабиријине ноћи (Le notti di Cabiria, 1956), и Ђулијета и духови (Giulietta degli spiriti, 1965). Филм Кабиријине ноћи у којем главну улогу тумачи његова супруга Ђулијета Масина му је донео новог Оскара. У том остварењу реалистичког стила, али алегоричног садржаја, приказана је несаломивост жене суочене са издајом. Следи преломна Фелинијева трогодишња пауза, а онда почиње нови развојни степен његовог стваралаштва. Фелинијеви погледи на реалност Италије касних педесетих 20. века постају све комплекснији и ангажованији према социјалним и моралним деформацијама италијанског друштва. Тако настају Сладак живот (La dolce vita, 1959) филм који са жестином и критичком категоричношћу у општој сатиричкој пројекцији приказује блазиране, духовно аморфне, етички и људски изобличене припаднике класе буржуја и аристократије са Via Veneto и из контеовских ентеријера, класе која месечарењем и блудом настоји да пркоси неумитности историје и прогресу духа. Филм почиње и завршава са алузијама на Дантеову Божанствену комедију и бави се моралном и духовном пропашћу Италије. Сладак живот добио је у Кану 1960. Гран при, Златну палму. Филм је заједљива сатира о лицемерју католицизма и декаденцији Италије и донео је Фелинију статус једног од најзначајнијих редитеља на свету. У филму Бокачо 70, Фелини има једну од четири епизоде, скеч Посета (1962). Потреба за одржавањем раскошности и контроверзне сликовитости нарушила је Фелинијеву инспирацију и он је одлучио да стваралачка блокада постане тема његовог наредног филма. Већ следеће 1963. у фебруару је снимио 8½ (1963) с Марчелом Мастројанијем, својеврсним Фелинијевим алтер егом, у главној улози, који је изазвао много противречности и дискусија, (на Фестивалу у Москви му жири додељује Гран при Златну медаљу, али су потом уследиле ограде жирија). Филм је награђен Оскаром, а у неким анкетама филмских критичара проглашен је најуспешнијим филмом након 1960. године. у овом збуњујућем споју стварности и илузије, односно измишљеног и видљивог, под називом Осам и по, Марчело Мастројани тумачи улогу редитеља који се услед уметничке блокаде повлачи у надреални свет својих осећања и опсесија у нади да ће доживети откровење, али на крају увиђа неукротиву природу своје уметности. У филму Ђулијета и духови (Giulietta degli spiriti, 1965) приказао је сетну и песимистичну пројекцију жене и њене судбине. У филму Сатирикон (Fellini Satyricon, 1969), раскошан историјски филм о времену Нерона, Фелини изразито тежи да демитологизује скаске о лепоти и слави вечног града. Кловнови, филм из 1971. који нема толику легенду колико има личну Фелинијеву ноту његових дечачких успомена и неизмерне љубави за свет варљиве славе циркуса. Након успеха с овим филмом снима: Рим (Roma, 1972), филм је субјективна евокација Рима из Фелинијеве младости. Филм Амаркорд (Amarcord, 1973) је један од најбољих Фелинијевих филмова. Филм, реминисценција у којем је оживео време Италије у њеном најцрњем периоду фашизма. Фелини се у том филму обрачунао са психологијом и менталитетом италијанског фашизма. Фелинијев шеснаести филм је Казанова (Il Casanova di Federico Fellini, 1976) је персифлажа тог мита, једног смешног, морално атрофираног доба и његовог социјалног устројства... Проба оркестра (Prova d'orchestra, 1978). Фелинијев каснији филм Град жена (La città delle donne, 1980), представља оштру друштвену критику попут оне у филму Сладак живот. Следе: А брод плови (E la nave va, 1983), Џинџер и Фред (Ginger and Fred, 1986) и Интервју (Intervista, 1987)
Сви Фелинијеви филмови су провокативни, екстравагантни, рађени у његовом јединственом аутобиографском стилу који често карактерише фасцинација бизарним. Фелинијеви филмови одликују се изванредном лепотом и интелектуалном дубином и изражавају сталну тежњу ка ширењу могућности аудио-визуелног језика за истраживање процеса стварања, друштва и ума.
Федерико Фелини је режирао укупно двадесет филмова. Заштитни знак Фелинијевих филмова је и композитор Нино Рота с којим је сарађивао у готово свим својим филмовима. Израз - dolce vita Сладак живот - удомаћио се свакодневном у говору захваљујући истоименом његовом филму, баш као и израз - paparazzo: за новинаре бескрупулозне ловце на сензације: папараци. Појам је настао из презимена пријатеља Марцела Рубинија (игра га Марчело Мастројани), који се у филму презива Папарацо. Све то говори о Фелинијевом снажном утицају на савремену свакодневицу. Пред сам крај живота Фелини је добио и петог Оскара, за свеукупни допринос филмској уметности, "као признање за његова кинематографска достигнућа која су задивила и забављала публику широм света". Недуго затим је преминуо од срчаног удара 31. октобра 1993. у болници у Риму, само дан након педесетогодишњице брака; недуго потом преминула је 23. марта 1994. и његова супруга Ђулиета. Фелинијеви су сахрањени заједно са њиховим сином Пјерфедериком на самом улазу у гробље у Риминију у бронзаној гробници обликованој као прамац брода у води.
Међународни аеродром у Риминију назван је у његову част „Међународни аеродром Федерико Фелини”.

## Редитељска каријера
Светлости варијетеа (1950), Фелинијев први филм, режиран је у сарадњи са искуснијим редитељем Албертом Латуадом. Филм је шармирајућа позадинска комедија смештена у свет малих путујућих забављача, свет који је Фелини добро познавао након рада на Роселинијевом филму Паиса (1964). Само снимање филма је врло орасположило тада тридесетогодишњег Фелинија али лоше оцене критичара и ограничена дистрибуција разочарали су све који су радили на филму. Продукцијска кућа је банкротирала и оставила Фелинија и Латуаду у дуговима које су отплаћивали деценијама.
Фелинијев први самостални филм био је Бели шеик (1952). Са Албертом Сордијем у главној улози, филм је исправљена верзија коју је првобитно написао Микеланђело Антониони 1949. и базиран је на фоторомансијима, популарним италијанским романтичним стриповима из тог периода. Продуцент Карло Понти је дао задатак Фелинију и Тулију Пинелију да развију третман. Сматрајући да је сценарио превише збуњујући, Антониони га је одбио и дао Латуади, али га је и он одбио. Фелини је тада донио одлуку да сам режира тај филм.
На идућем сценарију заједно са Фелинијем и Пинелијем радио је и драматург Енио Флаиано (који је помогао и око Светлости варијетеа). Заједно су развили данас врло популарну причу о венчаном пару чији је спољни изглед и поштовање оскрнављен фантазијама незреле супруге (коју је уверљиво тумачила Брунела Бово). Први пут су Фелини и његов композитор Нино Рота радили музику за тај филм. Упознавши се у Риму 1945, Фелини и Рота наставили су сарадњу све до Ротине смрти за време снимања злосретног Града жена (1980). Ова значајна уметничка сарадња описана је као "разумна, ирационална и чаробна.".
Велико откриће за Фелинија након његовог неореалситичког периода (1950—1959), је дело Карла Густава Јунга, кога је најпрво читао 1961. под менторством јунговског психолога Ернста Бернхарда. Јунгове утицајне идеје о аними и анимусу, о улози типова и колективно несвесног су снажно истраживане у Фелинијевим класицима 8½ (1963), Ђулијета и духови (1965), Сатирикон (1969), Фелинијев Казанова (1976) и Град жена (1980).
Фелинијеви филмови су широко хваљени, а чак 4 његова филма добила су Оскара за најбољи страни филм: Улица (1954), Кабиријине ноћи (1957), 8½ (1963) и Амаркорд (1973). Још један филм, Сладак живот (1960), је један од утицајнијих филмова 1960-их, и проглашен као 6. најбољи филм свих времена од стране Entertainment Weekly-ја.
Године 1990, Фелини је добио престижну Премију Империале награду, коју му је доделила Јапанска уметничка асоцијација, а која се сматра еквивалентом Нобелове награде. Награда се дели у 5 категорија: сликарство, вајарство, архитектура, музика и позориште/филм. Међу претходним добитницима те престижне награде су Акира Куросава, Дејвид Хокне, Пина Бауш и Морис Бејарт.

## Остали пројекти
Године 1948. Фелини је глумио у Роселинијевом филму Чудо заједно са глумицом Аном Мањани. Да би играо улогу тихог преваранта којег Ана Мањани у филму замени са свецом, Фелини је своју тада црну косу морао префарбати. Фелини је такође писао и сценарије за радио драме и филмове (највише за Роберта Роселинија, Пијетра Гермија, Едуарда Де Филипа и Марија Моничелија), али и гегове за комичаре као што су Алдо Фабрици. Као талентован карикатуриста, Фелини је радио сатиричне цртеже који су обишли Европу и Северну Америку, а и данас су мета колекционара. Многе инспирације за цртеже могу се наћи у његовим властитим сновима док су га филмови-у-припреми стимулисали да прави цртеже за декор, костиме и изглед позорнице (исто као што је било и са Сергејом Ајзенштајном чији цртежи су деловали снажно и на Фелинијеве афинитете и дело).
Године 1991. Фелинијев стрип Пут у Провод преведен је на енглески од стране Стефана Гаудиана, и издат у часопису Crisis са цртежима које је направио Мило Манара.
Године 1992. Фелини је уско сарађивао са канадским редитељем Дамијаном Петигреуом, на задњем великом интервјуу за пројект Ја сам рођени лажљивац: Лексикон Федерика Фелинија (2002), који је описан као маестров "духовни тестамент" од стране Фелинијевог биографа Тулија Кезича.

## Утицај и оставштина
Као јединствена комбинација сећања, снова, фантазије и жеље, Фелинијеви филмови су дубоко личне визије друштва са честим портретисањем људи у њиховим најбизарнијим тренуцима. Појам "фелинијски" је неретко коришћен како би се описала било која сцена у којој халуцинирајућа слика улази у било који обичан догађај. Значајнији савремени редитељи као што су Дејвид Линч, Тим Бартон, Педро Алмодовар, Тери Гилиам и Емир Кустурица су сви истицали да је Фелини имао утицај на њихов рад.
Пољски редитељ, Војцех Јержи Хас (1925—2000), чија су два најзначајнија филма, Манускрипт из Сарагосе (1965) и Сатни санаторијум (1973) изврсни примери модернистичке фантазије, често је упоређиван са Фелинијем због чисте "луксузности слика" (пише Жилбер Гуез у часопису Ле Фигаро).
Певач Фиш (бивши Марилион) издао је албум "Фелинијеви дани", за који су му инспирација били текстови и музика из Фелинијевих филмова.

## Филмографија Федерика Фелинија
- Luci del Varietà (1950) Светлости варијетеа (заједно са Албертом Латаудом)
- Lo sceicco bianco (1951) Бели шеик
- Vitelloni (1953) Дангубе
- L'amore in città (1953) (сегмент Agenzia matrimoniale)
- La strada (1954) Улица, Оскар (најбољи страни филм)
- Il bidone (1955) Пробисвет
- Le notti di Cabiria (1956) Кабиријине ноћи, Оскар (најбољи страни филм)
- La dolce vita (1960) Сладак живот, Оскар (најбољи костими)
- Boccaccio '70 (1962) (сегмент Le tentazioni del dottor Antonio)
- 8½ (1963) Осам и по, Оскар (најбољи костими и најбољи страни филм)
- Giulietta degli spiriti (1965) Ђулијета и духови
- Tre passi nel delirio (1968) (сегмент Toby Dammit)
- Fellini Satyricon (1969) (1969) Сатирикон
- I clowns (1970) Кловнови (филм за ТВ)
- Roma (1972) Рим
- Amarcord (1973) Амаркорд, Оскар (najbolji strani film)
- Il Casanova di Federico Fellini (1976) Фелинијев Казанова, Оскар (najbolji kostimi)
- Prova d'orchestra (1979) Проба оркестра
- La città delle donne (1980) Град жена
- E la nave va (1983) А брод плови
- Ginger e Fred (1986) Џинџер и Фред
- Intervista (1987) Интервју
- La voce della Luna (1990) Месечев глас